# 宮崎県小学校一覧
| 総数                            | 230校・1分校     |
| 国立                            | 1校              |
| 公立                            | 228校・1分校     |
| 私立                            | 1校              |
| 教育委員会所在地                | 〒753-8501       |
| 宮崎県宮崎市橘通東二丁目10番1号 |                  |
| 公式サイト                      | 宮崎県教育委員会 |

宮崎県小学校一覧（みやざきけんしょうがっこういちらん）は、宮崎県の小学校の一覧。

## 国立小学校
- 宮崎大学教育学部附属小学校（宮崎市）

## 公立小学校

### 宮崎市
- 宮崎市立宮崎小学校
- 宮崎市立小戸小学校
- 宮崎市立大淀小学校
- 宮崎市立大宮小学校
- 宮崎市立宮崎東小学校
- 宮崎市立古城小学校
- 宮崎市立江平小学校
- 宮崎市立西池小学校
- 宮崎市立檍小学校
- 宮崎市立潮見小学校
- 宮崎市立恒久小学校
- 宮崎市立赤江小学校
- 宮崎市立国富小学校
- 宮崎市立瓜生野小学校
- 宮崎市立倉岡小学校
- 宮崎市立木花小学校
- 宮崎市立鏡洲小学校
- 宮崎市立青島小学校
- 宮崎市立内海小学校
- 宮崎市立住吉小学校
- 宮崎市立生目小学校
- 宮崎市立大塚小学校
- 宮崎市立池内小学校
- 宮崎市立宮崎西小学校
- 宮崎市立東大宮小学校
- 宮崎市立宮崎南小学校
- 宮崎市立本郷小学校
- 宮崎市立宮崎港小学校
- 宮崎市立江南小学校
- 宮崎市立住吉南小学校
- 宮崎市立檍北小学校
- 宮崎市立小松台小学校
- 宮崎市立生目台東小学校
- 宮崎市立学園木花台小学校
- 宮崎市立田野小学校
- 宮崎市立七野小学校
- 宮崎市立佐土原小学校
- 宮崎市立那珂小学校
- 宮崎市立広瀬小学校
- 宮崎市立広瀬北小学校
- 宮崎市立広瀬西小学校
- 宮崎市立高岡小学校
- 宮崎市立穆佐小学校
- 宮崎市立清武小学校
- 宮崎市立大久保小学校
- 宮崎市立加納小学校

### 都城市
- 都城市立明道小学校
- 都城市立南小学校
- 都城市立大王小学校
- 都城市立東小学校
- 都城市立上長飯小学校
- 都城市立五十市小学校
- 都城市立西小学校
- 都城市立今町小学校
- 都城市立沖水小学校
- 都城市立祝吉小学校
- 都城市立志和池小学校
- 都城市立丸野小学校
- 都城市立庄内小学校
- 都城市立菓子野小学校
- 都城市立乙房小学校
- 都城市立西岳小学校
- 都城市立吉之元小学校
- 都城市立夏尾小学校
- 都城市立御池小学校（休校）
- 都城市立梅北小学校
- 都城市立安久小学校
- 都城市立川東小学校
- 都城市立明和小学校
- 都城市立山之口小学校
- 都城市立麓小学校
- 都城市立富吉小学校
- 都城市立高城小学校
- 都城市立有水小学校
- 都城市立石山小学校
- 都城市立山田小学校
- 都城市立中霧島小学校
- 都城市立木之川内小学校
- 都城市立高崎小学校
- 都城市立高崎麓小学校
- 都城市立江平小学校
- 都城市立縄瀬小学校
- 都城市立笛水小学校

### 延岡市
- 延岡市立延岡小学校
- 延岡市立岡富小学校
- 延岡市立旭小学校
- 延岡市立恒富小学校
- 延岡市立西小学校
- 延岡市立南小学校
- 延岡市立緑ヶ丘小学校
- 延岡市立東小学校
- 延岡市立方財小学校
- 延岡市立東海小学校
- 延岡市立川島小学校
- 延岡市立港小学校
- 延岡市立土々呂小学校
- 延岡市立名水小学校
- 延岡市立南方小学校
- 延岡市立熊野江小学校
- 延岡市立浦城小学校
- 延岡市立一ヶ岡小学校
- 延岡市立伊形小学校
- 延岡市立東海東小学校
- 延岡市立北浦小学校
- 延岡市立北川小学校
- 延岡市立北方学園
- 延岡市立上南方小中学校
- 延岡市立黒岩小中学校
- 延岡市立三川内小中学校
- 延岡市立島野浦学園

### 日南市
- 日南市立飫肥小学校
- 日南市立油津小学校
- 日南市立桜ヶ丘小学校
- 日南市立吾田小学校
- 日南市立大堂津小学校
- 日南市立細田小学校
- 日南市立鵜戸小中学校
- 日南市立北郷小中学校
- 日南市立大窪小学校
- 日南市立酒谷小学校
- 日南市立吾田東小学校
- 日南市立日南東郷小中学校
- 日南市立南郷小学校
- 日南市立潟上小学校
- 日南市立榎原小学校

### 小林市
- 小林市立小林小学校
- 小林市立南小学校
- 小林市立細野小学校
- 小林市立西小林小学校
- 小林市立東方小学校
- 小林市立永久津小学校
- 小林市立三松小学校
- 小林市立幸ヶ丘小学校
- 小林市立須木小学校
- 小林市立野尻小学校
- 小林市立栗須小学校
- 小林市立紙屋小学校

### 日向市
- 日向市立富高小学校
- 日向市立日知屋小学校
- 日向市立財光寺小学校
- 日向市立細島小学校
- 日向市立塩見小学校
- 日向市立平岩小学校
- 日向市立美々津小学校
- 日向市立大王谷小学校
- 日向市立日知屋東小学校
- 日向市立財光寺南小学校
- 日向市立東郷小学校
- 日向市立坪谷小学校
- 日向市立寺迫小学校

### 串間市
- 串間市立福島小学校
- 串間市立有明小学校
- 串間市立笠祇小学校（休校）
- 串間市立北方小学校
- 串間市立金谷小学校
- 串間市立秋山小学校（休校）
- 串間市立大束小学校
- 串間市立大平小学校（休校）
- 串間市立本城小学校
- 串間市立市木小学校
- 串間市立都井小学校

### 西都市
- 西都市立妻北小学校
- 西都市立妻南小学校
- 西都市立穂北小学校
- 西都市立茶臼原小学校
- 西都市立都於郡小学校
- 西都市立三納小中学校
- 西都市立三財小中学校
- 西都市立銀上小学校

### えびの市
- えびの市立飯野小学校
- えびの市立上江小学校
- えびの市立加久藤小学校
- えびの市立真幸小学校
- えびの市立岡元小学校

### 北諸県郡
- 三股町立三股小学校
- 三股町立勝岡小学校
- 三股町立梶山小学校
- 三股町立宮村小学校
- 三股町立長田小学校
- 三股町立三股西小学校

### 西諸県郡
- 高原町立高原小学校
- 高原町立広原小学校
- 高原町立狭野小学校
- 高原町立後川内小学校

### 東諸県郡
- 国富町立本庄小学校
- 国富町立森永小学校
- 国富町立八代小学校
- 国富町立木脇小学校
- 綾町立綾小学校

### 児湯郡
- 高鍋町立高鍋東小学校
- 高鍋町立高鍋西小学校
- 新富町立富田小学校
- 新富町立新田小学校
- 新富町立上新田小学校
- 西米良村立村所小学校
- 木城町立みどりの杜木城学園
- 川南町立川南小学校
- 川南町立通山小学校
- 川南町立東小学校
- 川南町立多賀小学校
- 川南町立山本小学校
- 都農町立都農小学校
- 都農町立都農南小学校
- 都農町立都農東小学校
  - 内野々分校

### 東臼杵郡
- 門川町立門川小学校
- 門川町立草川小学校
- 門川町立五十鈴小学校
- 諸塚村立諸塚小学校
- 諸塚村立荒谷小学校
- 椎葉村立椎葉小学校
- 椎葉村立尾向小学校
- 椎葉村立不土野小学校
- 椎葉村立大河内小学校
- 椎葉村立松尾小学校
- 美郷町立南郷小学校
- 美郷町立西郷義務教育学校
- 美郷町立美郷北義務教育学校

### 西臼杵郡
- 高千穂町立高千穂小学校
- 高千穂町立押方小学校
- 高千穂町立岩戸小学校
- 高千穂町立田原小学校
- 高千穂町立上野小学校
- 日之影町立宮水小学校
- 日之影町立高巣野小学校
- 日之影町立日之影小学校
- 五ヶ瀬町立鞍岡小学校
- 五ヶ瀬町立三ヶ所小学校
- 五ヶ瀬町立坂本小学校
- 五ヶ瀬町立上組小学校

## 私立小学校
「令和6年度宮崎県私立学校一覧」より
- 尚学館小学校